# Metriacanthosaurus parkeri
Metriacanthosaurus (il cui nome significa "lucertola moderatamente spinosa") è un genere estinto di dinosauro teropode metriacanthosauride vissuto nel Giurassico medio, (Oxfordiano, circa 160 milioni di anni fa), in quella che oggi è l'Inghilterra. L'unica specie ascritta a questo genere è M. parkeri.

## Descrizione
Il Metriacanthosaurus era un dinosauro carnivoro di medie dimensioni, il cui femore da solo arrivava a 80 centimetri. Dalla lunghezza del femore, il paleontologo Gregory S. Paul ha potuto stimare una lunghezza di circa 6-7 metri (26 piedi), per il peso di una tonnellata. L'anatomia dell'animale nel complesso era identica a quella degli altri grandi teropodi del Giurassico, dotato quindi di una grossa testa armata di lunghi denti seghettati, di zampe posteriori lunghe e muscolose, zampe anteriori più corte ma armate di artigli e di una lunga coda robusta per controbilanciare il peso del corpo durante gli spostamenti. Ciò che caratterizzava il Metriacanthosaurus e che ne a valso il nome sono le sue spine neurali allungate, che hanno fatto supporre agli scienziati che l'animale avesse una sorta di vela o cresta come il ben più famoso Spinosaurus. In realtà recentemente si è scoperto che le spine non sono affatto più lunghe degli altri teropodi, e le loro dimensioni rientrano nella media di quella di dinosauri simili come Megalosaurus, Sinraptor e Ceratosaurus, smontando così il mito che l'animale avesse una qualche tipo di struttura sul dorso.

## Classificazione
Originariamente si pensava che il Metriacanthosaurus fosse una specie del megalosauride Megalosaurus, per cui fu battezzato Megalosaurus parkeri. Solo in seguito si capì che l'esemplare scoperto rappresentava un nuovo genere che venne infine ribattezzato come Metriacanthosaurus parkeri e classificato metriacanthosauride. Nel 1988, il genere Yangchuanosaurus fu sinonimizzato con Metriacanthosaurus. Tuttavia, una revisione del 2007 sui dinosauri britannici condotta da Darren Naish e David Martill dichiarò che i due dinosauri rappresentavano due generi distinti. Il Metriacanthosaurus è inoltre il primo sinraptoride rinvenuto in Europa, sebbene un altro genere europeo potrebbe essere rappresentato dallo spagnolo Lourinhanosaurus. Oltre a dare il nome alla famiglia dei Metriacanthosauridae, il Metriacanthosaurus fa anche parte della sottofamiglia dei Metriacanthosaurinae.
Di seguito è riportato un cladogramma, della famiglia dei Metriacanthosauridae, pubblicato nel 2012, da Matthew Carrano et al.
|  | Yangchuanosaurus zigongensis                                                |
|  |                                                                             |
|  | \| \| CV 00214 \| \| \| \| \| \| Yangchuanosaurus shangyouensis \| \| \| \| |
|  |                                                                             |
|  | CV 00214                                                                    |
|  |                                                                             |
|  | Yangchuanosaurus shangyouensis                                              |
|  |                                                                             |

|  | CV 00214                       |
|  |                                |
|  | Yangchuanosaurus shangyouensis |
|  |                                |

|  | "Sinraptor" hepingensis                                           |
|  |                                                                   |
|  | \| \| Sinraptor dongi \| \| \| \| \| \| Siamotyrannus \| \| \| \| |
|  |                                                                   |
|  | Sinraptor dongi                                                   |
|  |                                                                   |
|  | Siamotyrannus                                                     |
|  |                                                                   |

|  | Sinraptor dongi |
|  |                 |
|  | Siamotyrannus   |
|  |                 |

|  | "Sinraptor" hepingensis                                           |
|  |                                                                   |
|  | \| \| Sinraptor dongi \| \| \| \| \| \| Siamotyrannus \| \| \| \| |
|  |                                                                   |
|  | Sinraptor dongi                                                   |
|  |                                                                   |
|  | Siamotyrannus                                                     |
|  |                                                                   |

|  | Sinraptor dongi |
|  |                 |
|  | Siamotyrannus   |
|  |                 |

|  | "Sinraptor" hepingensis                                           |
|  |                                                                   |
|  | \| \| Sinraptor dongi \| \| \| \| \| \| Siamotyrannus \| \| \| \| |
|  |                                                                   |
|  | Sinraptor dongi                                                   |
|  |                                                                   |
|  | Siamotyrannus                                                     |
|  |                                                                   |

|  | Sinraptor dongi |
|  |                 |
|  | Siamotyrannus   |
|  |                 |

|  | "Sinraptor" hepingensis                                           |
|  |                                                                   |
|  | \| \| Sinraptor dongi \| \| \| \| \| \| Siamotyrannus \| \| \| \| |
|  |                                                                   |
|  | Sinraptor dongi                                                   |
|  |                                                                   |
|  | Siamotyrannus                                                     |
|  |                                                                   |

|  | Sinraptor dongi |
|  |                 |
|  | Siamotyrannus   |
|  |                 |

|  | Yangchuanosaurus zigongensis                                                |
|  |                                                                             |
|  | \| \| CV 00214 \| \| \| \| \| \| Yangchuanosaurus shangyouensis \| \| \| \| |
|  |                                                                             |
|  | CV 00214                                                                    |
|  |                                                                             |
|  | Yangchuanosaurus shangyouensis                                              |
|  |                                                                             |

|  | CV 00214                       |
|  |                                |
|  | Yangchuanosaurus shangyouensis |
|  |                                |

|  | "Sinraptor" hepingensis                                           |
|  |                                                                   |
|  | \| \| Sinraptor dongi \| \| \| \| \| \| Siamotyrannus \| \| \| \| |
|  |                                                                   |
|  | Sinraptor dongi                                                   |
|  |                                                                   |
|  | Siamotyrannus                                                     |
|  |                                                                   |

|  | Sinraptor dongi |
|  |                 |
|  | Siamotyrannus   |
|  |                 |

|  | "Sinraptor" hepingensis                                           |
|  |                                                                   |
|  | \| \| Sinraptor dongi \| \| \| \| \| \| Siamotyrannus \| \| \| \| |
|  |                                                                   |
|  | Sinraptor dongi                                                   |
|  |                                                                   |
|  | Siamotyrannus                                                     |
|  |                                                                   |

|  | Sinraptor dongi |
|  |                 |
|  | Siamotyrannus   |
|  |                 |

|  | "Sinraptor" hepingensis                                           |
|  |                                                                   |
|  | \| \| Sinraptor dongi \| \| \| \| \| \| Siamotyrannus \| \| \| \| |
|  |                                                                   |
|  | Sinraptor dongi                                                   |
|  |                                                                   |
|  | Siamotyrannus                                                     |
|  |                                                                   |

|  | Sinraptor dongi |
|  |                 |
|  | Siamotyrannus   |
|  |                 |

|  | "Sinraptor" hepingensis                                           |
|  |                                                                   |
|  | \| \| Sinraptor dongi \| \| \| \| \| \| Siamotyrannus \| \| \| \| |
|  |                                                                   |
|  | Sinraptor dongi                                                   |
|  |                                                                   |
|  | Siamotyrannus                                                     |
|  |                                                                   |

|  | Sinraptor dongi |
|  |                 |
|  | Siamotyrannus   |
|  |                 |

## Storia della scoperta

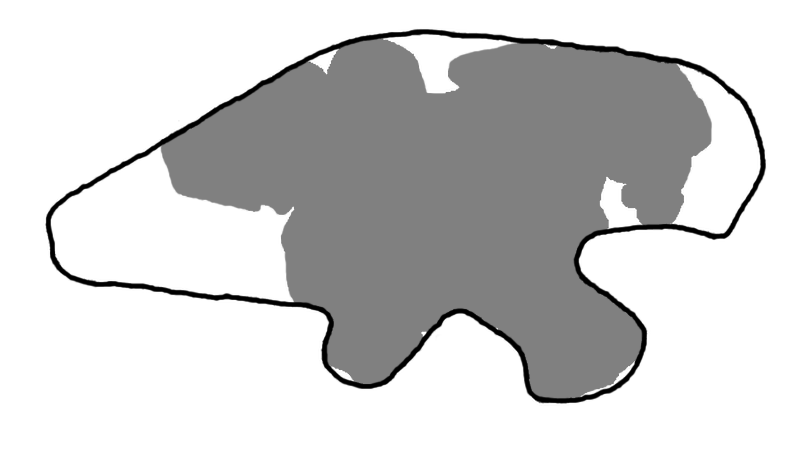
Ricostruzione dell'ileo

Nel 1923, il paleontologo tedesco Friedrich von Huene, pubblicò un documento sui dinosauri carnivori di Giurassico e Cretaceo europei. In questa sua pubblicazione, von Huene descrisse anche il campione OUM J.12144, che comprendeva ileo parziale, un femore e una parte delle spine dorsali, assegnandolo a una nuova specie di Megalosaurus: Megalosaurus parkeri. Il nome specifico onorava W. Parker che nel XIX secolo aveva raccolto i fossili vicino a Jordan's Cliff, a Weymouth. Queste ossa provenivano dagli strati superiori della Formazione Oxford Clay, risalente al Giurassico medio.
Nel 1932, riesaminando le osso von Huene concluse che si trattava in realtà di una nuova specie di Altispinax, chiamata A. parkeri.
Nel 1964, lo scienziato Alick Walker decise che questi fossili erano troppo diversi da Altispinax, in quanto mancava delle lunghe spine vertebrali, perciò nominò il campione come un nuovo genere, Metriacanthosaurus parkeri. Il nome generico, Metriacanthosaurus, deriva dal greco antico e si compone delle parole metrikos ossia "moderato" e akantha ossia "colonna vertebrale" unito al termine saurus, termine usato per indicare i dinosauri. Infatti nonostante l'assenza di qualunque struttura sul dorso, il Metriacanthosaurus prende il nome dalle sue vertebre, che sono più alte di altri carnosauri, come Allosaurus, ma più corte rispetto ad altri dinosauri con spine vertebrali più lunghe come Acrocanthosaurus e Spinosaurus.

## Nella cultura di massa
Il Metriacanthosaurus non appare mai fisicamente in nessun film o documentario, vi è tuttavia un riferimento al suo nome all’interno del film Jurassic Park (1993): nella scena in cui Dennis Nedry ruba le fialette contenenti gli embrioni di dinosauri è possibile leggere il nome del Metriacanthosaurus. In realtà in questo film il genere Metriacanthosaurus viene confuso con il genere Yangchuanosaurus, negli anni ‘90 si pensava ancora che i due generi fossero lo stesso animale.
In una e-mail mandata a Spielberg e Crichton il paleontologo Holtz spiega che:
Difatti nel film, l'animale viene identificato come Metriacanthosaurus shangyouensis.
Un'immagine promozionale di un Metriacanthosaurus è apparsa sul sito promozionale di Jurassic World, è quindi nota la presenza del Metricanthosaurus all’interno del canone di Jurassic Park: Nel tour del parco di Jurassic Park era previsto che ci fosse un paddock dedicato a questo animale, nel parco di Jurassic World è nota l’esistenza di questo animale, ma l'animale non è ancora comparso definitivamente in nessun Film o Serie TV;
Il Metriacanthosaurus compare nel videogioco Jurassic World Evolution, pubblicato nel 2018 da Frontier Developments e anche in Path of Titans nel Gennaio del 2019 da Alderon Games.